# Марсель Голе (астроном)
Марсе́ль Голе́ (фр. Marcel Golay; 6 вересня 1927 — 9 квітня 2015) — швейцарський астроном, професор Женевського університету та восьмий директор Женевської обсерваторії з 1956 по 1992 рік. Голе був членом Міжнародного астрономічного союзу та президентом кількох його комісій, зокрема «Зоряна класифікація» та «Астрономічна фотометрія та поляриметрія». Астероїд 3329 Голе названо на його честь.

## Відзнаки й нагороди
- 1991 року Базельський університет присвоїв Голе звання почесного професора.
- На честь науковця названий астероїд 3329 Голе — 18-кілометровий член сім'ї Еос, відкритий Паулем Вільдом 1985 року в Циммервальдській обсерваторії[3]. Центр малих планет опублікував офіційне цитування на найменування 1 вересня 1993 року (M.P.C. 22497)[4].